# VDI 6000
Die Richtlinienreihe VDI 6000 wird herausgegeben vom Fachbereich Technische Gebäudeausrüstung des Vereins Deutscher Ingenieure. Sie beschreibt für verschiedene Gebäudearten den Bedarf an sanitärer Ausstattung und technische Details der Ausstattung. Die einzelnen Richtlinien in der Reihe sind in zweisprachiger Ausgabe (deutsch/englisch) erhältlich.

## Status
Dieser VDI-Richtlinie wird der Status anerkannter Regeln der Technik unterstellt, die u. a. einen Konsens der Fachkreise beschreiben. Im Schadens- oder Streitfall legt die Einhaltung der Anforderungen der anerkannten Regeln der Technik nahe, dass grundsätzlich technisch richtig gehandelt wurde.

## Gliederung der Richtlinienreihe VDI 6000
| Name                   | Titel | Ausgabedatum | Status  |
| ---------------------- | --- | ------------ | ------- |
| VDI 6000 Bl. 1         | Ausstattung von und mit Sanitärräumen – Wohnungen                                                                                             | 2008–02      | gültig  |
| VDI 6000 Bl. 1         | Sanitärräume – Bedarf und Ausstattung – Grundlagen                                                                                            | 2018–09      | Entwurf |
| VDI/BV-BS 6000 Bl. 1.1 | Ausstattung von und mit Sanitärräumen – Grundlagen und Systeme – Vorgefertigte Sanitär-Bauelemente (Fertigsanitärräume, Installationssysteme) | 2012–02      | gültig  |
| VDI 6000 Bl. 2         | Ausstattung von und mit Sanitärräumen – Arbeitsstätten und Arbeitsplätze                                                                      | 2007–11      | gültig  |
| VDI 6000 Bl. 2         | Sanitärräume – Bedarf und Ausstattung – Wohnungen und Hotelzimmer                                                                             | 2020–10      | Projekt |
| VDI 6000 Bl. 3         | Ausstattung von und mit Sanitärräumen – Versammlungsstätten und Versammlungsräume                                                             | 2011–06      | gültig  |
| VDI 6000 Bl. 3         | Sanitärräume – Bedarf und Ausstattung – Arbeitsstätten                                                                                        | 2020–10      | Projekt |
| VDI 6000 Bl. 4         | Ausstattung von und mit Sanitärräumen – Hotelzimmer                                                                                           | 2006–11      | gültig  |
| VDI 6000 Bl. 4         | Sanitärräume – Bedarf und Ausstattung – Öffentlicher und halböffentlicher Bereich                                                             | 2020–10      | Projekt |
| VDI 6000 Bl. 5         | Ausstattung von und mit Sanitärräumen – Seniorenwohnungen, Seniorenheime, Seniorenpflegeheime                                                 | 2004–11      | gültig  |
| VDI 6000 Bl. 5         | Ausstattung von und mit Sanitärräumen – Gesundheits- und Pflegebereiche                                                                       | 2020–10      | Projekt |
| VDI 6000 Bl. 6         | Ausstattung von und mit Sanitärräumen – Kindergärten, Schulen                                                                                 | 2006–11      | gültig  |
| VDI 6000 Bl. 6         | Ausstattung von und mit Sanitärräumen – Kindergärten, Kindertagesstätten, Schulen                                                             | 2020–10      | Projekt |

Im Rahmen der Überarbeitung der gesamten Richtlinienreihe VDI 6000, welche mit der Veröffentlichung von dem Entwurf des Blattes 1 im September 2018 begonnen wurde und im Oktober 2020 fortgeführt werden soll, ist eine umfassende Anpassung der Systematik der einzelnen Richtlinien zugunsten einer übersichtlicheren und wiederholungsfreien Struktur geplant.
Die Richtlinienreihe wird inhaltlich durch die VDI 3818 – Öffentliche Sanitärräume ergänzt.

## Inhalte
Die Richtlinien behandeln die allgemeinen Anforderungen, wie Hygiene (unter Beachtung der gesetzlichen Bestimmungen und der Richtlinie VDI/DVGW 6023), Barrierefreiheit in Ergänzung zu der DIN 18025, Werkstoffe, Anschluss, Befestigung und ggf. Griffausstattung. Weitere Anforderungen betreffen den Schall- und Brandschutz. Neben den Kernthemen der Sanitärtechnik sind in der Richtlinienreihe VDI 6000 auch Aussagen zur Heizungs-, Lüftungs-, Elektro- und Beleuchtungstechnik für Sanitärräume enthalten. Wichtig für die Sanitärraumplanung, aber auch für die spätere uneingeschränkte Gebrauchstauglichkeit, ist insbesondere die Berücksichtigung der Bewegungsflächen und Abstände sowie ggf. der Montagehöhen. Bei Sanitärräumen für Gruppen von Nutzern kommt der Anzahl der vorhandenen Sanitärgegenstände große Bedeutung zu. Bei Sanitärräumen, die von mehreren Personen gleichzeitig zu benutzen sind, ist ferner Augenmerk auf die Grundrissplanung zu richten.